# Wybory parlamentarne w Polsce w 1935 roku
Wybory parlamentarne w Polsce w 1935 roku – pierwsze wybory parlamentarne po wejściu w życie konstytucji kwietniowej przeprowadzone 8 i 15 września 1935 roku.
Funkcję generalnego komisarza wyborczego pełnił Stanisław Giżycki.
Wybory odbyły się na mocy nowej ordynacji z 8 lipca 1935 roku. Zmieniała ona całkowicie metodę wyborów: zamiast systemu proporcjonalnego wprowadzono większościowy (w każdym okręgu wybierano po 2 posłów z co najmniej 4 kandydatów), a możliwość zgłaszania kandydatów ograniczono jedynie do specjalnych zgromadzeń złożonych z osób nominowanych przez lokalne warstwy rządzące, przedsiębiorców i związki zawodowe.
Liczbę posłów zmniejszono do 208, senatorów zaś do 96, z czego 1/3 miała być wyznaczana przez prezydenta.
Głosowanie zostało zbojkotowane przez partie nastawione opozycyjnie wobec rządzącej sanacji (centrolewicę, komunistów, Stronnictwo Narodowe i chadecję), w wyniku czego frekwencja wyniosła 46,6% i była najniższa w historii II Rzeczypospolitej. Najmniej osób głosowało w woj. krakowskim i Warszawie (29.4%), najwięcej – tradycyjnie – na Śląsku i Kresach Południowo-Wschodnich (Tarnopol). Na terenach Polski centralnej wiele głosów, które przypuszczalnie padły na opozycję, zostało unieważnionych.
Oficjalne dane o frekwencji podał w wątpliwość „Warszawski Dziennik Narodowy”, który po wyliczeniu liczby osób biorących w wyborach (we wszystkich okręgach oddano łącznie 11 347 105, zaś jako że każdy wyborca oddawał dwa głosy, oznaczało to, że w wyborach wzięło udział 5 673 552 osób) stwierdził, że frekwencja wyniosła 35%.
Wybory zakończyły się zwycięstwem obozu sanacji, która zdobyła 180 mandatów w sejmie, uzyskując tym samym większość konstytucyjną. Z drugiej strony warto zaznaczyć, że wśród reprezentantów BBWR znaleźli się najczęściej ci, dla których pierwotnie nie przewidziano mandatu (ok. 130 posłów). 74 kandydatów uznawanych za „pewnych” do sejmu się nie dostało.
Oprócz polityków BBWR do parlamentu weszły mniejszości narodowe (poza ich lewicowymi odłamami, które wraz z polską opozycją głosowanie zbojkotowały) oraz pojedynczy posłowie niezwiązani z żadną partią.
Mandaty uzyskali m.in. Walery Sławek, Stanisław Car, Adam Koc, Bogusław Miedziński, Felicjan Składkowski i Marian Zyndram-Kościałkowski, a także przemysłowcy Andrzej Wierzbicki i Jan Hołyński oraz działacze konserwatywni Leon Sapieha i Artur Tarnowski.
Wśród posłów ukraińskich znaleźli się Wasyl Mudry, Wołodymyr Cełewycz (UNDO) i Piotr Pewny z Wołyńskiego Zjednoczenia Ukraińskiego.
W przekroju narodowym wybrano 181 Polaków, 19 Ukraińców, 3 Żydów i po jednym Rosjaninie i Białorusinie. Niemcy w sejmie IV kadencji w ogóle nie byli reprezentowani.

## Wybory do Senatu
Odbyły się w dwóch etapach: 25 sierpnia 1935 roku, kiedy wybrano 2577 delegatów do wojewódzkich kolegiów wyborczych (frekwencja ponad 62%, liczba uprawnionych: 267 tys.) i 15 września, gdy zebrały się wojewódzkie kolegia wyborcze. Do Senatu wybrano Józefa Becka, Wacława Makowskiego, Janusza Jędrzejewicza, Leona Kozłowskiego, Aleksandra Prystora.
Do izby wyższej dostali się również przedstawiciele środowisk konserwatywnych (Janusz Radziwiłł), jak również secesjoniści z ugrupowań centrolewicowych (Michał Róg ze Stronnictwa Ludowego czy Marian Malinowski z Polskiej Partii Socjalistycznej).
Prezydent nominował do Senatu 32 przedstawicieli, m.in. b. kontrkandydata w wyborach z 1926 roku Adolfa Bnińskiego, a także Maksymiliana Malinowskiego z SL, regenta Zdzisława Lubomirskiego czy Kazimierza Świtalskiego.
Fotele w Senacie otrzymali też przedstawiciele mniejszości: Rudolf Wiesner z Jungdeutsche Partei i Erwin Hasbach, czy prof. Mojżesz Schorr reprezentujący warszawskie środowisko konserwatystów żydowskich.

## Wyniki
|                    | Komitet Wyborczy                     | mandaty w sejmie | mandaty w senacie |
| ------------------ | ------------------------------------ | ---------------- | ----------------- |
|                    | Bezpartyjny Blok Współpracy z Rządem | 153              | 60                |
|                    | Mniejszość narodowa                  | 55               | 4                 |
| Źródło elisanet.fi |                                      |                  |                   |